# Марсілієнь
Марсілієнь, Марсілієні (рум. Marsilieni) — село у повіті Яломіца в Румунії. Входить до складу комуни Албешть.
Село розташоване на відстані 79 км на схід від Бухареста, 21 км на захід від Слобозії, 129 км на захід від Констанци, 123 км на південний захід від Галаца.

## Населення
За даними перепису населення 2002 року у селі проживали 702 особи, усі — румуни. Усі жителі села рідною мовою назвали румунську.